# Älgsafari

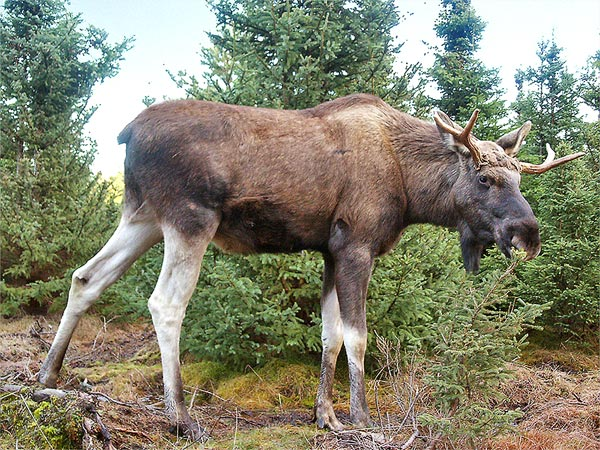
Älgen Gustav i Grönåsens Älgpark, Kosta

Älgsafari är olika former av rundresor där turister kan få uppleva älgar livs levande, antingen ute i naturen i vilt tillstånd eller till viss del som tama i ett större inhägnat område, i så kallade älgparker.
Älgsafari erbjuds på många platser i hela Sverige, bland annat Ängra i Hälsingland, Eksjö, Markaryd, Ljungby och Nybro i Småland, Skinnskatteberg och Kloten i Västmanland, Gårdsjö i Uppland, Sysslebäck i Värmland, Norsjö i Västerbotten, Kalix i Norrbotten samt på Hunneberg utanför Vänersborg vid Vänerns södra utlopp (Halle- och Hunneberg är även Sveriges konungs egna jaktmark där den kända kungajakten bedrivs vartannat år). I Sverige har älgsafari bland annat använts för att försöka locka tyska turister.